# 西沃客车

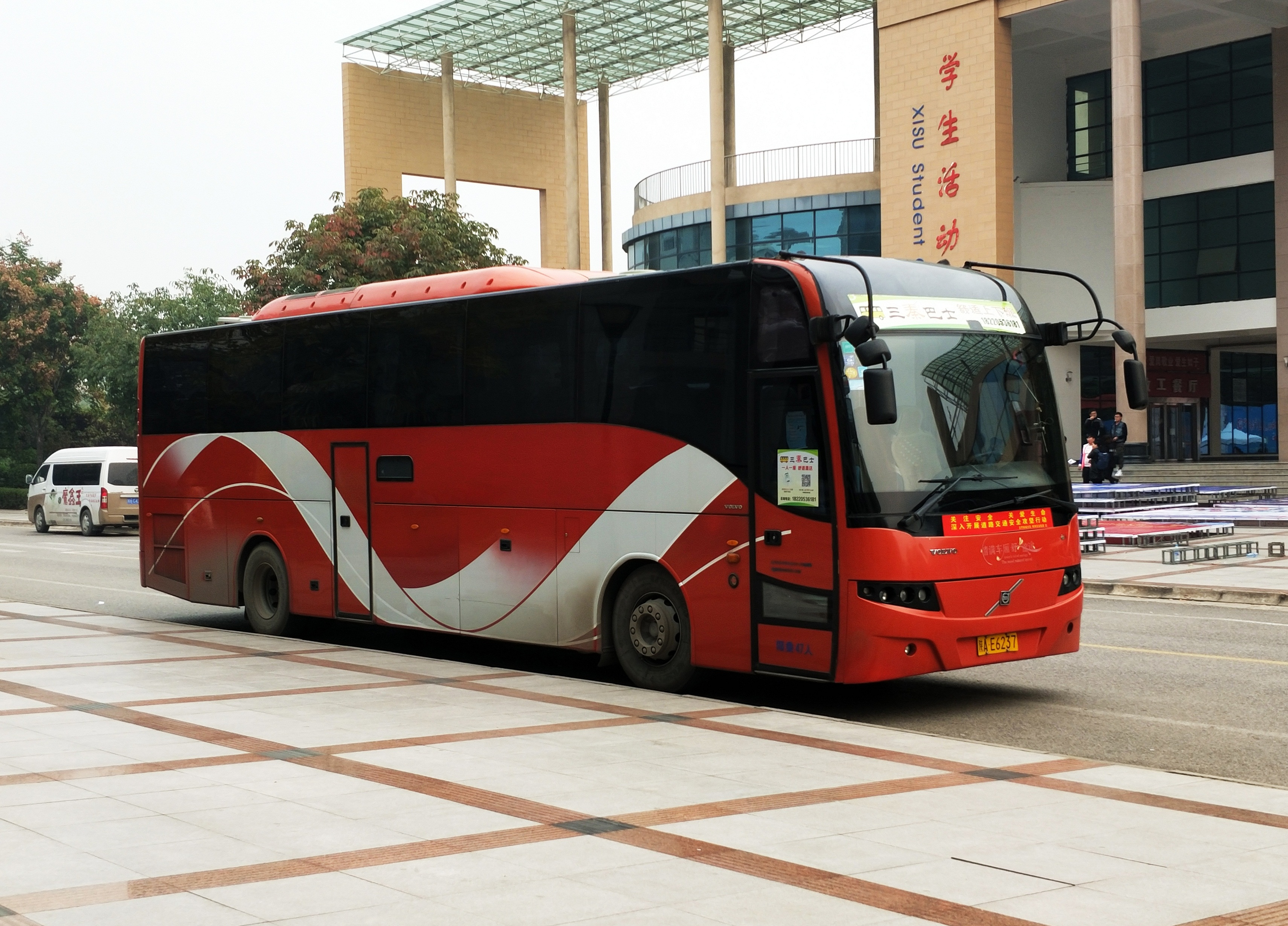
由中瑞合资西沃客车生产的沃尔沃9300客车，摄于西安外国语大学长安校区学生活动中心附近

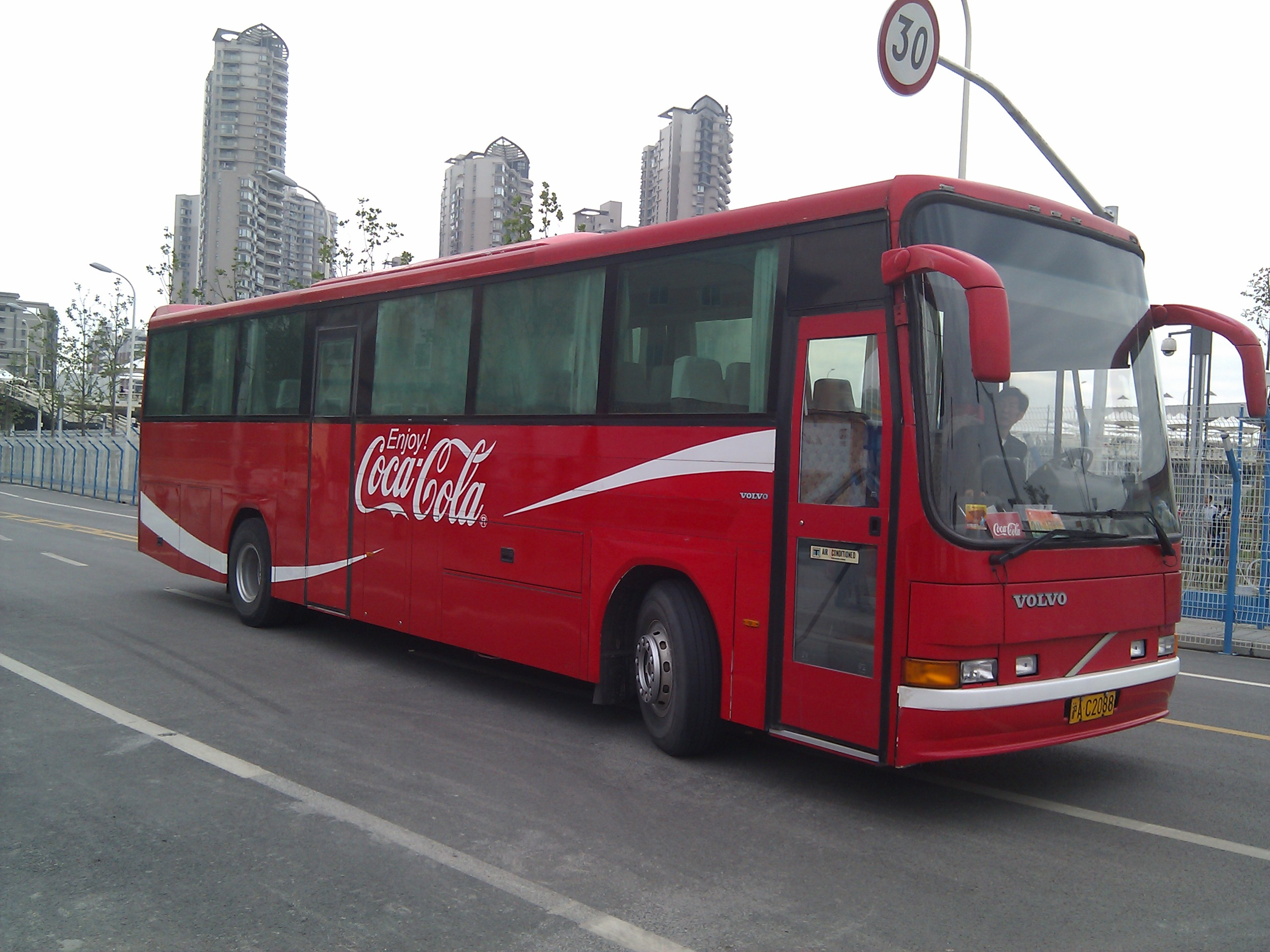
上海市内的西沃B10M（摄于2010年5月）

西沃客车有限公司，是西安飞机工业（集团）有限责任公司与瑞典沃尔沃客车公司共同投资的合资企业，于1994年4月18日正式成立。

## 沿革
1993年9月13日，西安飞机工业公司与瑞典沃尔沃客车公司合资兴办西安西沃客车有限公司，生产豪华大客车的合同正式签订，西沃客车公司投资1000万美元，双方各投50%，雇员约为1100人，该公司将以沃尔沃公司先进的客车底盘和零部件为基础，以西飞公司的铝合金材料和飞机制造技术，生产质量高、可靠性强、环境性能优良的豪华旅游大客车和高档交通大客车。1996年，新合资公司生产交付西沃牌豪华大客车186辆，销售210辆，销售收入3亿元，成为当时中国豪华客车销售量最大的企业。但由于经营不善及市场定位不清晰，最终停产。

## 主要产品
- 西沃B10M
- 西沃B6R
- 西沃B7R
- 西沃B12M
- 西沃9300
- 西沃9600
- 西沃9800